# Röhammar
Röhammar är en småort i stora Mellösa socken i Örebro kommun i Närke.